# Вилла Амона Гёта
Вилла Амона Гёта или «Красный дом» (пол. Willa komendanta obozu) — историческое здание, находящееся на улице Хельтмана, 22 в краковском районе Дзельница XIII Подгуже, Польша. Охраняемый памятник Малопольского воеводства. 
Осенью 1942 года в краковском районе Подгуже был создан немецкий трудовой лагерь, который был позднее преобразован в концентрационный лагерь «Плашов». После выселения жильцов в доме стал проживать комендант лагеря Амон Гёт, известный своими преступлениями против заключённых.
После Второй мировой войны дом был коммунальной квартирой. В 1992 году перешёл в частную собственность.
В фильме «Список Шиндлера» виллой Амона Гёта изображался лагерный карцер, который в то время назывался как «Серый дом» и использовался в качестве лагерного карцера и для пыток.   
24 октября 2002 года Вилла Амона Гёта была внесена в реестр памятников культуры Малопольского воеводства (№ A-1120).